# Ozyptila rigida
Ozyptila rigida es una especie de araña cangrejo del género Ozyptila, familia Thomisidae.

## Distribución
Esta especie se encuentra en Rusia (Cáucaso), Azerbaiyán, Chipre, Israel y Arabia Saudita.